# Байлиев, Вепа
Вепа Байлиев (род. 14 июля 1970) — советский и туркменский футболист, нападающий и полузащитник. Выступал за сборную Туркменистана.

## Биография
Взрослую карьеру начал в 1988 году в ашхабадском «Копетдаге», сыграв один матч за сезон. В дальнейшем до распада СССР играл попеременно за «Ахал»/«Ахал-ЦОП» и «Копетдаг». Провёл более 100 матчей во второй и второй низшей лигах СССР.
В независимом чемпионате Туркменистана много лет выступал за «Мерв». Становился бронзовым призёром чемпионата страны в 1994 и 2004 годах.
В октябре 1992 года провёл два матча за национальную сборную Туркменистана, обе игры — в рамках Кубка Центральной Азии. Дебютный матч сыграл 14 октября 1992 года против Кыргызстана, заменив на 65-й минуте Камиля Мингазова.